# Lisa Thomaidis
Lisa Thomaidis (grec moderne : Λίζα Θωμαΐδη / Líza Thomaḯdi) est une entraîneuse gréco-canadienne du basket-ball. Elle est l'entraîneuse-chef de l'équipe de basket-ball féminin de l'Université de la Saskatchewan depuis 1998,. De 2013 à 2021, elle est aussi la sélectionneuse-chef de l'Équipe du Canada de basket-ball féminin.

## Biographie
Le père de Lisa, Chrístos Thomaḯdis, est originaire de Mesochóri dans le district de Flórina frontalier de la république de Macédoine ; au début des années 1960, il a émigré au Canada comme de nombreux autres Grecs et s’est installé à New Dundee près de Toronto, où il rencontra Sandra, qui donna naissance à Lisa en 1972.
Lisa Thomaidis a joué cinq saisons à l’université McMaster dans l’équipe des Marauders. Pendant sa carrière universitaire, elle fut sélectionnée par trois fois pour le All-Star Game du SUO. Ensuite, elle partit en Europe dans le championnat de Grèce, où elle joua durant cinq ans pour l’Apóllon Ptolemaïda, avant de contracter une blessure au genou qui mit un terme à sa carrière de joueuse en 1998.
De 2013 à 2021, elle est la sélectionneuse-chef de l'Équipe du Canada féminine de basket-ball,.

## Palmarès

### En tant qu’entraîneuse

#### En équipe nationale
- 1re des Jeux panaméricains de 2015[9]
- 1re de la Coupe des Amériques 2017
- 1re du Championnat des Amériques 2015
- 2e de la Coupe des Amériques 2019
- 2e du Championnat des Amériques 2013